# Friedrich Schneider
|  | Per a altres significats, vegeu «Friedrich Schneider (pedagog)». |

Friedrich Schneider de nom complet Johann Christian Friedrich Schneider (Altwaltersdorf, 1786 - Dessau, 1853) fou un compositor i musicògraf alemany.
El seu pare, que era teixidor passà, gràcies a les seves aficions musicals, a organista de la població, i després de la de Gersdorf, dirigí la seva primera educació musical. Allà començà Johann i el seu germà, Joseph Amadeus Schneider (1789-1864) a estudiar seriosament la música. Johann tocava força bé l'orgue quan encara no arribava amb els peus als pedals, interpretant als vuit anys les sonates de Mozart i fent exercicis de composició.
Els concerts de Zittau, i l'audició de La flauta màgica de Wolfgang Amadeus Mozart i de les Misses de Joseph Haydn, i en particular de l'obra d'aquest autor La Creació, donaren direcció al seu esperit musical, i en ocasió d'executar-se aquesta obra, i a instàncies del seu mestre Henry Schoenfeld, un ric propietari de Görlitz l'agafà sota la seva protecció, i fent-li donar concerts li feu guanyar una reputació mercès a la qual fou sortint no tan sols de la foscor, sinó de la seva situació, no gaire folgada.
El 1804 fou nomenat director de la societat Cant de Zittau, d'on se'n separà per acabar els seus estudis en la Universitat de Leipzig, el director de la qual l'encomanà la classe de cant de l'escola lliure del Consell, rebent l'any següent (1806) el títol d'organista de la Universitat, passant el 1810 a director de la companyia de Seconda, que representava, alternativament, òperes a Dresden i Leipzig, i abandonant aquest càrrec pel d'organista de l'església de Sant Tomàs de Leipzig (1813).
El 1817 fou nomenat director del nou teatre d'aquella ciutat, prenent el 1821 possessió del càrrec de mestre de capella del príncep d'Anhalt-Dessau, on demostrà una gran fecunditat artística. El 1829 fundà a Dessau una escola de música, on ensenyà harmonia hi on tingué entre altres alunes a Karl Ernest Naumann, hi on trobaren feina hàbils professors que ensems formaren notables artistes, entre ells l'holandès Dijkhuijzen i Johann Dürrner, Carl Banck, Gustav Rebling, Fritz Spindler, Gustav MerkelKarl Anschütz, Edward Thiele, Robert Franz. Emil Fromm, Gustav Rösler, Friedrich Wilhelm Markull, Francis Edward Bache etc... Des de llavors fins a la seva mort, es dedicà a la composició i a la direcció dels seus oratoris, que donà a conèixer en moltes ciutats, i a la publicació de les seves obres sobre teoria musical.

## Obres
Entre les seves principals composicions hi ha 15 grans oratoris, 2 misses, amb orquestra i orgue, 1 glòria, 1 te déum, 10 cantates, 4 himnes, 12 salms, 12 cants religiosos, 1 salve regina, una òpera, en tres actes, set grans simfonies, 5 introduccions, de festa i de comerç, sis introduccions d'òpera, trenta-cinc sonates per a piano, sis concerts per a piano amb orquestra i un quartet per a piano, violí, viola i violoncel.
Entre les seves obres sobre teoria musical hi ha: 
- Tractat elemental de música i composició,
- Principis de música,
- Manual de l'organista.